# Luljeta Lleshanaku
Luljeta Lleshanaku est une poète albanaise.

## Biographie
Lleshanaku naît à Elbasan en 1968.
Sous le régime d'Enver Hoxha, elle est interdite d'étudier ou de publier son travail jusqu'en 1990, mais elle finit par intégrer l'université de Tirana, où elle étudie la philosophie albanaise, puis obtient une maîtrise au Warren Wilson College. En parallèle, elle travaille comme institutrice et comme journaliste. Elle publie plusieurs recueils de poème en Albanie, le premier en anglais étant publié en 2002 sous le nom Fresco: Selected Poems. Son second recueil, Haywire, est finaliste du prix Corneliu M. Popescu pour la traduction de poésie européenne.
Elle devient ensuite la directrice des recherches de l'institut des études du génocide communiste de Tirana, après avoir enseigné à l'université de l'Iowa.
En 2009, elle remporte le prix Kristal Vilenica.